# Oligia crytora
Oligia crytora là một loài bướm đêm trong họ Noctuidae.